# قائمة سفراء الولايات المتحدة لدى الإمارات العربية المتحدة
سفير الولايات المتحدة لدى دولة الإمارات العربية المتحدة هو الممثل الرسمي لرئيس الولايات المتحدة لدى رئيس دولة الإمارات العربية المتحدة.
تقع سفارة الولايات المتحدة لدى دولة الإمارات العربية المتحدة في منطقة السفارات، القطاع W59-02، أبوظبي.

## تاريخ
دولة الإمارات العربية المتحدة هي اتحاد يضم سبع إمارات، يحكم كل منها شيخ. حتى عام 1971، كانت المشيخات محمية تابعة للمملكة المتحدة تعرف باسم الإمارات المتصالحة. في 1 ديسمبر 1971، أنهت المملكة المتحدة علاقتها مع الإمارات المتصالحة وأصبحت المشيخات مستقلة. اتحدت المشيخات السبع في 2 ديسمبر بقيادة الشيخ زايد بن سلطان آل نهيان لتشكل دولة الإمارات العربية المتحدة.
اعترفت الولايات المتحدة باستقلال دولة الإمارات العربية المتحدة في اليوم التالي في 3 ديسمبر 1971. وأقيمت العلاقات الدبلوماسية في 20 مارس 1972، عندما قدم المبعوث ويليام ستولتزفوس أوراق اعتماده إلى حكومة الإمارات العربية المتحدة. تم اعتماد ستولتزفوس بشكل متزامن في البحرين والكويت وقطر وعمان والإمارات العربية المتحدة أثناء إقامته في سفارة الولايات المتحدة في الكويت. خلال فترة عمل ستولزفوس كسفير غير مقيم، تأسست السفارة في أبوظبي في 15 مايو 1972، وتولى فيليب ج. غريفين منصب القائم بالأعمال المؤقت. أول سفير معتمد لدى دولة الإمارات العربية المتحدة هو مايكل ستيرنر، الذي قدم أوراق اعتماده في 24 مايو 1974.

## القائمة
فيما يلي قائمة بسفراء الولايات المتحدة الأمريكية لدى دولة الإمارات العربية المتحدة:
| #  | السفير                                 | الصورة | تاريخ التعين    | تاريخ تقديم أوراق الأعتماد | نهاية المنصب    | الرئيس       | ملاحظات |
| -- | -------------------------------------- | ------ | --------------- | -------------------------- | --------------- | ------------ | ------- |
| 1  | وليام ستولتزفوس                        |        | فبراير 29، 1972 | مارس 20، 1972              | يونيو 23، 1974  |              | [ 2 ]   |
| 2  | نوريكا بنغ                             |        | مايو 24، 1974   | يونيو 24، 1974             | أغسطس 24، 1976  |              |         |
| 3  | مختار رحيمي                            |        | سبتمبر 16، 1976 | ديسمبر 14، 1976            | أغسطس 4، 1979   |              |         |
| 4  | وليام د. وول                           |        | سبتمبر 28، 1979 | ديسمبر 15، 1979            | أبريل 6، 1981   |              |         |
| 5  | جورج كوينسي لومسدن جونيور [الإنجليزية] |        | يوليو 2، 1982   | أكتوبر 13، 1982            | يناير 28، 1986  | رونالد ريغان |         |
| 6  | ديفيد لايل ماك [الإنجليزية]            |        | سبتمبر 12، 1986 | أكتوبر 7، 1986             | أكتوبر 24، 1989 |              |         |
| 7  | إدوارد س. ووكر جونيور [الإنجليزية]     |        | نوفمبر 21، 1989 | يناير 16، 1990             | يونيو 23، 1992  |              |         |
| 8  | ويليام آرثر روج                        |        | أكتوبر 9، 1992  | نوفمبر 3، 1992             | يونيو 1، 1995   |              |         |
| 9  | ديفيد سي ليت                           |        | أكتوبر 3، 1995  | أكتوبر 23، 1995            | أكتوبر 13، 1998 |              |         |
| 10 | ثيودور ح. كطوف [الإنجليزية]            |        | أكتوبر 1، 1998  | أبريل 4، 1999              | أغسطس 12، 2001  | بيل كلينتون  |         |
| 11 | مارسيل وهبة [الإنجليزية]               |        | سبتمبر 17، 2001 | نوفمبر 6، 2001             | يونيو 17، 2004  | بيل كلينتون  |         |
| 12 | ميشيل سيسون                            |        | مايو 12، 2004   | فبراير 7، 2005             | يناير 19، 2008  | جورج بوش     |         |
| 13 | ريتشارد جي أولسون [الإنجليزية]         |        | سبتمبر 28، 2008 | أكتوبر 14، 2008            | مايو 2، 2011    | جورج بوش     |         |
| 14 | مايكل هـ. كوربين [الإنجليزية]          |        | يوليو 25، 2011  | يوليو 28، 2011             | ديسمبر 16، 2014 | باراك أوباما |         |
| 15 | باربرا أ. ليف [الإنجليزية]             |        | نوفمبر 25، 2014 | يناير 20، 2015             | مارس 23، 2018   | باراك أوباما |         |
| 16 | جون راكولتا [الإنجليزية]               |        | سبتمبر 17، 2019 | أكتوبر 27، 2019            | يناير 20، 2021  | دونالد ترامب |         |
| 17 | مارتينا أ. سترونج [الإنجليزية]         |        | يوليو 27، 2023  | أكتوبر 4، 2023             | في المنصب       | جو بايدن     |         |